# Hluboká (Liberec)
Hluboká – część miasta Liberec, w Czechach. Położony w południowej części Liberca. Istnieje 17 zarejestrowanych adresów. na stałe mieszka tu tylko około 10-20 osób.
Liberec XXVIII-Hluboká leży Głęboko w katastralnym obszarze Liberca Hluboká u Liberce o powierzchni 2,27 km².